# Rhodanthemum laouense
Rhodanthemum laouense es una especie de planta floral del género Rhodanthemum, tribu Anthemideae, familia Asteraceae. Fue descrita científicamente por Vogt.
Se distribuye por Marruecos.